# SBB
SBB (najpierw Silesian Blues Band, później Szukaj, Burz, Buduj – Search, Break, Build) – polski zespół rockowy, założony przez multiinstrumentalistę i wokalistę Józefa Skrzeka w 1971 roku w Siemianowicach Śląskich. Śląska formacja w całym okresie swojej działalności rozwijała kilka stylów muzycznych, takich jak m.in. blues-rock, jazz-rock, czy ostatecznie rock progresywny.

## Historia

### Pierwsza połowa lat 70.
Zręby zespołu zaczęły powstawać w momencie, gdy muzycznymi partnerami Skrzeka w SBB mieli być: Janusz Hryniewicz, Andrzej Bartoszek i Stefan Płaza. Jednakże ich bieżące plany, związane z wyjazdami zagranicznymi, uniemożliwiły muzykom działalność w tym składzie. Pierwsza publiczna informacja o zespole pojawiła się w piśmie „Sztandar Młodych”, w numerze z 22-23 maja 1971. Jako członkowie zespołu wymienieni są tam basista i wokalista Józef Skrzek (wcześniej występujący w Breakoucie, zagrał na płycie 70a), gitarzysta Apostolis Anthimos, perkusista Jerzy Piotrowski, a także akustyk zespołu Grzegorz Maniecki i kierownik organizacyjno-artystyczny Piotr Marzec. Oprócz trzech wymienionych muzyków, w pierwszych miesiącach działalności grupy używającej wówczas nazwy Silesian Blues Band, grał w niej harmonijkarz Ireneusz Dudek. Nieco później została zarejestrowana wczesna, amatorska wersja pierwszego utworu SBB - Memento z banalnym tryptykiem (utwór w innej wersji, nagranej w 1980 pojawi się na płycie o tym samym tytule). Pierwsze profesjonalne nagrania radiowe, zespół zarejestrował w Warszawie, 13 lipca 1971 roku. Były to piosenki Tylko ciebie stworzyć nie mogę (utwór później znany jako Erotyk, pojawi się na pierwszej, eponimicznej płycie SBB z 1974) i A ze mnie popiół (utwór później znany jako Unterbrochene Erotik, pojawi się na wydanej w NRD płycie z 1978 roku, potocznie nazywanej Amigą - od nazwy wytwórni), oraz instrumentalny utwór Zawijas. Nagrania te nie zachowały się w archiwum radiowym. W wydanym w roku 2006 przez Metal Mind Productions boxie Lost Tapes, Vol. 2, na płycie Silesian Blues Band, można usłyszeć amatorskie nagrania koncertowe z początkowego okresu działalności zespołu.
Formacja została dostrzeżona jesienią 1971 roku przez Czesława Niemena, który zaproponował jej muzykom współpracę. Trwała ona od grudnia 1971 do sierpnia 1973. Zespół składający się z SBB, Niemena, oraz przejściowo z Helmuta Nadolskiego i Andrzeja Przybielskiego został ochrzczony przez publicystów mianem Grupy Niemen. Dwa utwory które znalazły się na albumie Ode to Venus – Fly Over The Fields Of Yellow Sunflowers (ze Skrzekiem grającym na skrzypcach elektrycznych) i Rock for Mack, zostały nagrane samodzielnie przez członków SBB, bez udziału Niemena, więc są to de facto pierwsze opublikowane na płycie utwory SBB. Drogi artystów rozeszły się, jednak Skrzek pozostawał w przyjaźni z Niemenem aż do jego śmierci, próbując nawet pod koniec lat 90. XX w. powołać fundację wspierającą polskich artystów.
Po rozpadzie Grupy Niemen, Silesian Blues Bandem zainteresował się Franciszek Walicki, już wcześniej znający Skrzeka, który otoczył zespół opieką impresaryjną, zredukował nazwę zespołu do SBB (wcześniej istniejąca tylko jako skrót od Silesian Blues Band) i wymyślił motto grupy Szukaj, Burz, Buduj. Na przełomie 1973 i 1974 roku w zespole grał skrzypek Jan Błędowski, i właśnie w takim składzie grupa zarejestrowała w grudniu 1973 roku w Warszawie nagrania radiowe Wicher w polu dmie i Lula – najstarsze zachowane do dzisiaj utwory, nagrane pod szyldem SBB (zostały wydane na albumach kompilacyjnych, odpowiednio Wicher w polu dmie i Sikorki). W nowej formule, już bez Błędowskiego, zespół debiutuje 4 lutego 1974 roku w krakowskiej Hali Wisły. Pierwszy album, zatytułowany po prostu SBB, i nagrany podczas dwóch koncertów w warszawskiej Stodole (18 i 19 kwietnia 1974), rozszedł się błyskawicznie, osiągając na czarnym rynku cenę czterokrotnie wyższą od detalicznej. Żywiołowa, wręcz brawurowo wykonana muzyka znajdująca się na płycie (głównie bluesowo-jazz-rockowa), w której muzycy odwołują się do dokonań Jimiego Hendriksa i The Mahavishnu Orchestra, jest pełna improwizowanych solówek gitary i przesterowanego basu (np. Odlot), ale i lirycznych fragmentów, bazujących na brzmieniu fortepianu (np. Erotyk).
Kolejna płyta Nowy Horyzont (wyd. 1975) to pierwsze wyprawy SBB w świat rocka progresywnego, które stanowią oblicze zespołu po dziś dzień. Głównym przykładem tej muzycznej tendencji jest tutaj suita pt. Wolność z nami, w której oprócz preparowanej gitary Apostolisa, nadal można usłyszeć wzniosłe partie fortepianu i włoski syntezator Davolisint Skrzeka oraz jazz-rockową grę Piotrowskiego, inspirowaną dokonaniami Billy’ego Cobhama; a także kontrasty: od fragmentów melodyjnych do kakofonicznych i od łagodnych do bardzo ostrych, można powiedzieć heavymetalowych – a nawet cytat z kompozycji Chopina na finał Wolności. Poza tym SBB zaprezentowało kilka bardziej zwartych i przemyślanych kompozycji, takich jak np. Na pierwszy ogień, czy Błysk.

### Druga połowa lat 70.
Po Nowym Horyzoncie zespół wydał dwie kolejne płyty – Pamięć (wyd. 1976) i Ze słowem biegnę do ciebie (1977), które są stopniowym odejściem od free-rocka w kierunku przemyślanych kompozycji spod znaku rocka progresywnego i symfonicznego. W kompozycjach Skrzeka słychać brzmienie, m.in. organów Hammonda i syntezatorów Mooga – głównie minimooga, które od tego czasu stały się swego rodzaju wizytówką brzmieniową zespołu. W latach 70. formacja współpracowała również z innymi muzykami, m.in. z: Haliną Frąckowiak, Tomaszem Stańką, Tomaszem Szukalskim i z Andrzejem Przybielskim. Wiele tekstów utworów napisał pracownik Służby Bezpieczeństwa Romuald Skopowski pod pseudonimem Julian Matej – o jego karierze w SB nie wiedział Józef Skrzek, a SB nie wiedziała, że pisał wiersze dla obserwowanego przez nią zespołu.
W latach 70. SBB odnosiło wielkie sukcesy nie tylko w Polsce, ale również za granicą, wiele koncertując w Czechosłowacji, Niemieckiej Republice Demokratycznej, Szwajcarii, Holandii, Belgii, Austrii, Finlandii, Szwecji, Danii, czy na Węgrzech. W 1977 roku zespół nawiązał współpracę z agencją Aries z Getyngi, która była w tamtym czasie przedstawicielem SBB na rynek zachodni. W Czechosłowacji wydano w 1978 album SBB (potocznie nazywany Wołanie o brzęk szkła, wydany w 1979 w RFN pt. Slovenian Girls), w NRD, w tym samym roku - również płytę o tytule SBB (potocznie nazywaną Amiga), która jest przesiąknięta silnymi wpływami funku. W Niemczech Zachodnich wydane zostają longplaye Follow My Dream (1978) i Welcome (1979) – zawierające utwory o zwartej strukturze i o bardziej lub mniej piosenkowym charakterze.

### Rozpad zespołu i kariery solowe jego członków
Zespół został rozwiązany w 1980 po nagraniu płyty Memento z banalnym tryptykiem (wyd. 1981). Przyczyną rozwiązania SBB było przemęczenie nieustanną, 10-letnią aktywnością na scenie. Józef Skrzek tak wspomina rok 1980 – Szarpaliśmy pomysłami i szukaliśmy dobrych rozwiązań. Brakowało nam spełnienia i prawidłowej gradacji – choćby finansowej. Ciągłe oczekiwanie na rezultaty komercyjne (...) Zaczęliśmy się frustrować do tego stopnia, że pamiętam przed wyjazdem na trasę do Beneluxów, jak kierowcy ciężarówek nie podejmowali się odpowiedzialności przewozu sprzętu, bo pękały opony na złych felgach.
Po rozwiązaniu grupy Józef Skrzek kontynuował karierę solową, wydając w 1980 roku album solowy pt. Józefina, zaś Apostolis Anthimos pojawił się w składach takich zespołów, jak: Dżem, Krzak, Osjan, czy Dudek Blues Band. W roku 1989 wyjechał do Grecji, aby tam pracować w charakterze muzyka sesyjnego, powracając do Polski na koncerty i sesje nagraniowe dokonane m.in. z Tomaszem Stańką. Jerzy Piotrowski współpracował z całą plejadą krajowych wykonawców, między innymi z Kombi, Young Power, czy z Martyną Jakubowicz.

### Reaktywacja
Zespół powracał kilkakrotnie w latach dziewięćdziesiątych – kolejno w 1991, 1993 i 1998 roku. Okazją do powrotu był m.in. koncert zorganizowany przez Franciszka Walickiego a zatytułowany „Trzy dekady rocka w Polsce”.

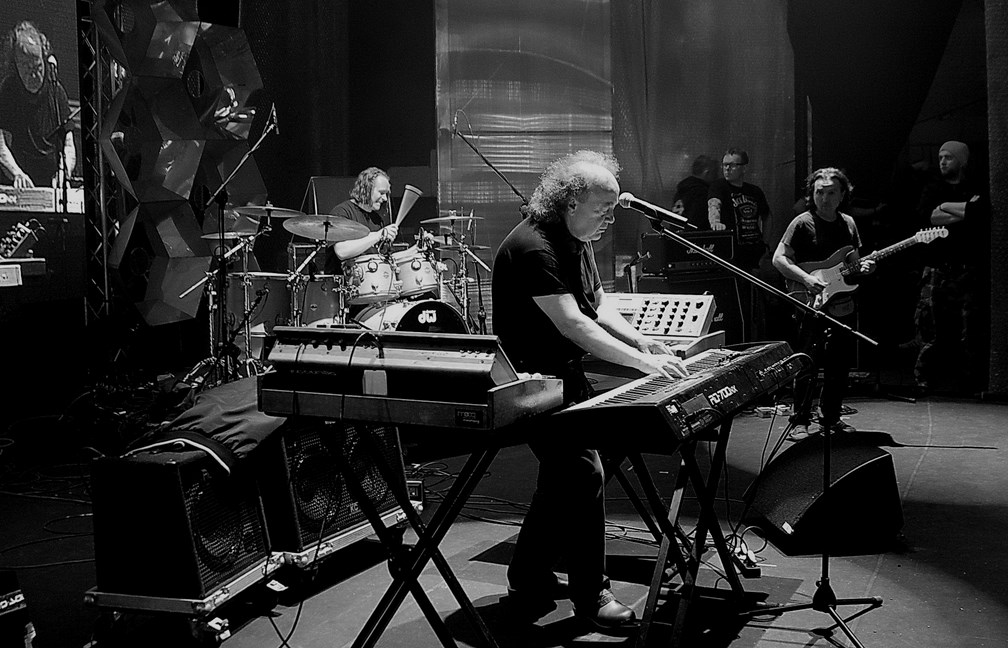
SBB podczas próby do Fryderyków w 2013 r.

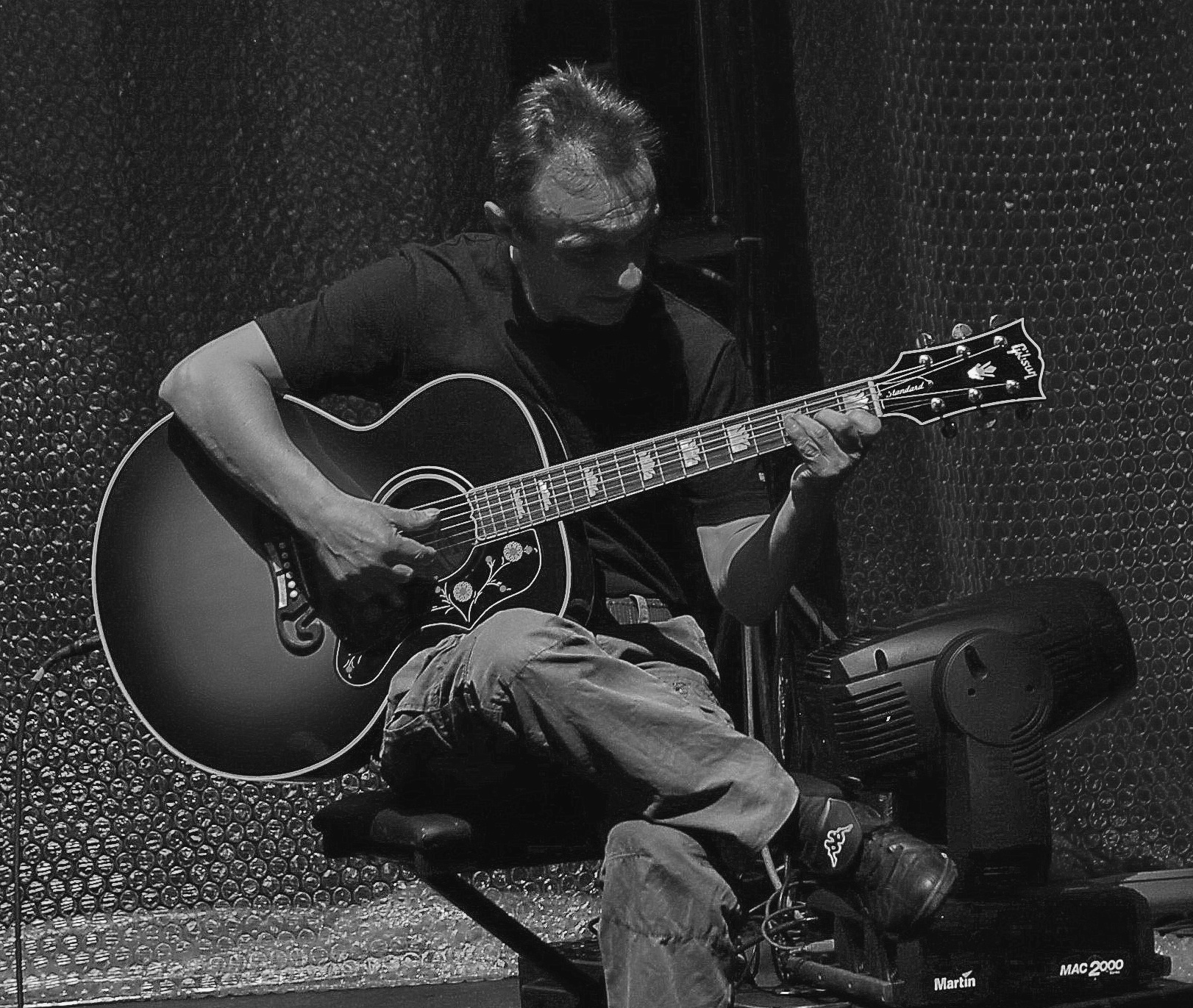
Sławomir Piwowar podczas próby SBB przed wręczeniem nagród muzycznych – Fryderyków w 2013 r.

W latach 90. nie powstała żadna nowa płyta studyjna, natomiast zespół opublikował kilka płyt koncertowych. Spośród nich wyróżniał się, między innymi album SBB w filharmonii. Projekt z orkiestrą symfoniczną miał powstać już przy okazji realizacji płyty Ze słowem biegnę do ciebie. Jednak ówczesny wydawca, czyli Polskie Nagrania, nie dysonowały odpowiednimi środkami finansowymi, aby w pełni zrealizować pomysł Skrzeka.

### XXI wiek
Rok 2000 to kolejny powrót zespołu na scenę rockową. W 2004 wytwórnia Metal Mind Productions wydała reedycje wszystkich katalogowanych płyt zespołu, wzbogaconych o nagrania dodatkowe. Tym razem zespół skrócił wielowątkowe formy muzyczne (suity) na rzecz przemyślanych utworów rockowych. Nadal wykorzystywano minimooga, jednak brzmienie stało się ostrzejsze, o czym świadczył utwór Skała z albumu The Rock. Do przyjaźni Józefa Skrzeka z Czesławem Niemenem nawiązywał utwór Pielgrzym na podstawie wiersza Cypriana Kamila Norwida. Na płycie New Century zespół wspomniał Boba Mooga stylową kompozycją Duch Pokoleń – jest to zamiłowanie zespołu do instrumentów Mooga, a jednocześnie hołd złożony ich wynalazcy. W piosence Zug a zene mindenhol z albumu The Rock, gościnnie wystąpił wokalista węgierskiego zespołu Locomotiv GT, Tamás Somló.
Kolejne albumy grupy SBB, które ukazały się w XXI wieku to: Iron Curtain (2009), następnie Blue Trance (2010), oraz nagrany w duecie (bez perkusisty Gábora Németha) krążek pt. SBB (2012). 13 kwietnia 2014 z okazji festiwalu Jazz Nad Odrą, wystąpił oryginalny skład SBB z Jerzym Piotrowskim na perkusji. Zespół wykonał z towarzyszeniem muzyków NOSPR, Sławomira Piwowara i Marcina Pospieszalskiego swoje najważniejsze utwory z lat 70., m.in. suitę Ze słowem biegnę do ciebie.
22 września 2016 roku po kilkakrotnie przekładanej premierze ukazał się pierwszy od 36 lat, studyjny album SBB nagrany ponownie w składzie z Jerzym Piotrowskim. Płyta nosi tytuł Za Linią Horyzontu.

## Muzycy

### Obecny skład zespołu
- Józef Skrzek – śpiew, gitara basowa, banjo, harmonijka ustna, instrumenty klawiszowe, kontrabas, instrumenty perkusyjne (od 1971)
- Apostolis „Lakis” Anthimos – gitara, buzuki, perkusja, instrumenty perkusyjne, gitara basowa, instrumenty klawiszowe (od 1971)
- Jerzy „Keta” Piotrowski – perkusja, instrumenty perkusyjne (1971–1994, od 2014)

Współpracownicy
- Paweł Dobrowolski – perkusja (od 2012 – zastępstwo)[15][16]
- Max Mucha – gitara basowa[15][17]
- Miłosz Wośko – instrumenty klawiszowe; aranżer, dyrygent[15][18]

### Byli członkowie zespołu
- Ireneusz Dudek – harmonijka ustna (1971–1972)[19]
- Jan Błędowski – skrzypce elektryczne, gitara basowa[20] (1973–1974)
- Sławomir Piwowar – gitara, instrumenty klawiszowe, kontrabas (1979–1980, 2006, 2014)
- Janusz Hryniewicz – śpiew, gitara akustyczna (1993−1994)
- Andrzej Rusek – gitara basowa (1993−1994)
- Mirosław Muzykant – perkusja, instrumenty perkusyjne (1998–1999)
- Paul Wertico – perkusja, instrumenty perkusyjne, śpiew (2000–2007)
- Gábor Németh – perkusja, instrumenty perkusyjne (2007–2011)

Na przestrzeni lat z zespołem występowali gościnnie także inni muzycy, m.in. Don Cherry, Bob Lenox, George Bishop, Michał Urbaniak, Jan Skrzek, Andrzej Urny, Colin Bass, Marcin Pospieszalski, czy perkusiści: Michał Giercuszkiewicz (2002, 2003), Irek Głyk (2004, 2006, 2010, 2012), Krzysztof Dziedzic (2012) i Frank Parker (2013, 2024).

## Dyskografia

### Albumy studyjne
- Nowy horyzont (1975, Polskie Nagrania Muza)
- Pamięć (1976, Polskie Nagrania Muza)
- Ze słowem biegnę do ciebie (1977, Polskie Nagrania Muza)
- Jerzyk (1977, Wifon)
- SBB (1978, Supraphon) / Slovenian Girls (1979, Omnibus)
- Follow My Dream (1978, Spiegelei-Intercord)
- SBB (1978, Amiga)
- Welcome (1979, Wifon, Spiegelei-Intercord)
- Memento z banalnym tryptykiem (1981, Polskie Nagrania Muza)
- Nastroje (2002, Jazz’N’Java Records)
- New Century (2005, Metal Mind Productions)
- The Rock (2007, Metal Mind Productions)
- Iron Curtain (2009, Metal Mind Productions)
- Blue Trance (2010, Metal Mind Productions)[23]
- SBB (2012, Metal Mind Productions)
- Za linią horyzontu (2016, Agencja Muzyczna Polskiego Radia)[24]

### Albumy koncertowe
- SBB (1974, LP/CD Polskie Nagrania Muza)
- Live 1993 (1994, 2 CD/2 MC Stuff)
- Live in America '94 (1994, Radio Katowice)
- Absolutely Live '98 (1999, CD Yesterday)
- SBB w filharmonii: akt 1 i 2 (1999, 2 CD Yesterday)
- Good Bye! (2000, CD, Moskito Records)
- Budai Ifjusagi Park 1977 (2001, CD KOCH International)
- Karlstad Live (2001, CD KOCH International)
- Trio – Live Tournee 2001 (2002, CD Silesia)
- Freedom – Live Sopot 1978 (2002, CD Silesia)
- 29.10.1977 Göttingen Alte Ziegelei (2004, CD Silesia)
- Odlot – Live 2004 (2005, CD Silesia)
- Live in Theatre 2005 (2005, CD)
- Live in Spodek 2006 (2006, CD Metal Mind Productions)
- Complete Tapes 1974 (2007, CD Metal Mind Productions)
- Live in Marburg 1980. The Final Concert (2007, CD e-silesia.info)
- Live in Neckargemünd 1978. From A Town Called N. (2008, CD e-silesia.info)
- Roskilde 1978 (2008, CD, Metal Mind Productions)
- Live in Köln 1979. In The Shadow Of The Dom (2009, CD e-silesia.info)
- Live in Opole 1974. Rock przez cały rok (2009, CD e-silesia.info)
- Live in Frankfurt 1977. Follow My Music (2009, CD e-silesia.info)
- Live in Sopot 1978. Extended Freedom (2009, CD e-silesia.info)
- Four Decades (2009, 2CD Metal Mind Productions)
- Behind The Iron Curtain (2009, 2CD Metal Mind Productions)
- Live in Czechoslovakia 1980. Three Quarters (2009, CD e-silesia.info)
- Live in Opole 1976. A Late Night Recital (2010, CD e-silesia.info)
- Live Jazz nad Odrą 1975 (2013, CD GAD Records)
- Koncerty 1978 – 1979 – 1994 (2014, 5 CD BOX Universal Music Polska)
- Warszawa 1980 – live in Sala Kongresowa (2014, CD GAD Records)
- Hofors 1975 (2016, CD GAD Records)
- SBB & Michał Urbaniak w Trójce (2015, CD Agencja Muzyczna Polskiego Radia)
- Live in Kuźnia – Tryptyk Bydgoski vol.3 (2017, 2 CD/4 vinyl Art Muza)
- Z miłości jestem – Live (2021, CD NOSPR)[15]
- Live Cuts: Esbjerg 1979 (2022, 2 CD GAD Records)[25]
- Live Cuts: Köln 1978 (2022, 2 CD GAD Records)[26]
- Live Cuts: Enger 1977 (2022, 2 CD GAD Records)
- Live Cuts: Ostrava 2002 (2022, 2 CD GAD Records)
- Live Cuts: Sopot 1979 (2023, 2CD GAD Records)[27]
- Live Cuts: Częstochowa 1980 (2023, 2CD GAD Records)[28]
- Live Cuts: Ryslinge 1979 (2023, 2CD GAD Records)
- Live Cuts: Elmshorn 1980 (2023, CD GAD Records)[29]
- Live Cuts: Katowice 2012 (2023, 2 CD GAD Records)
- Live Cuts: Elz 1977 (2024, 2 CD GAD Records)
- Live Cuts: Arhus 1979 (2024, 2 CD GAD Records)
- Live Cuts: Wien 1978  (2025, GAD Records)
- Live Cuts: Warszawa 1999 (2025, 2 CD GAD Records)
- Live Cuts: Freiburg 1980 ( 2025, 2 CD GAD Records)
- Live Cuts: Hvidovre 1979 ( 2025, 2 CD GAD Records)
- Live Cuts: Opole 1975 ( 2025, CD, GAD Records)

### Albumy kompilacyjne
- Gold (1997, KOCH International)
- Wizje (2003, CD Silesia)
- Wicher w polu dmie (2004, CD Metal Mind Productions, niepublikowane materiały z lat 1973–1975)
- Sikorki (2004, Metal Mind Productions, niepublikowane materiały z lat 1973–1975)
- Anthology 1974–2004 (2004, 22 CD Metal Mind Productions) – platynowa płyta[30]
- Lost Tapes, Vol. 1 (2005, 9 CD Metal Mind Productions, niepublikowane materiały z lat 1974–1978)
- Lost Tapes, Vol. 2 (2006, 9 CD Metal Mind Productions, niepublikowane materiały z lat 1971–1979)
- Malczewski (2009, 3 CD, e-silesia.info, niepublikowane materiały z lat 1976–1979)
- Skrzek – SBB – Preisner (2012, CD Sony Music)
- SBB – płyta z serii Empik prezentuje (2017, CD Magic Records)
- Przebudzenie (2018, vinyl GAD Records – nagrania radiowe z lat 1975–1976)
- Porwanie Aldo Moro (2019, vinyl, GAD Records – nagrania radiowe z 1978 roku)
- FOS (2019, vinyl, GAD Records – nagrania radiowe z 1975 roku)
- Sekunda (2019, vinyl, GAD Records – nagrania radiowe z 1977 roku)
- Ołowica (2024, CD GAD Records/ WFO - 1976, muzyka nagrana na potrzeby filmu oświatowego)
- Live Cuts : Sampler (2024, GAD Records - płyta dostępna wyłącznie z książką Ze Słowem Biegnę Do Ciebie)
- Wolność Z Nami vol. 1 (2025, Gad Records - płyta dostępna wyłącznie z pierwszym wydaniem książki Wolność Z Nami)

### Inne
- Niemen – Strange Is This World (1972, CBS Records International)
- Niemen – Niemen Vol. 1 (1973, Polskie Nagrania Muza)
- Niemen – Niemen Vol. 2 (1973, Polskie Nagrania Muza)
- Niemen – Kattorna JJ72 (2009, Polskie Radio)
- Niemen – Ode to Venus (1973, CBS Records International)
- Halina Frąckowiak – Geira (1977, Polskie Nagrania Muza SX 1428)
- Bob Lenox – Call On Blue (1979, Omnibus)

## Wideografia
- Szczęśliwi z miasta N. (2004, DVD, Silesia)
- Follow My Dream (2004, DVD, Metal Mind Productions)
- Live in Theatre 2005 (2005, DVD, Metal Mind Productions)
- Live in 1979 (2006, DVD, Metal Mind Productions)
- Four Decades (2007, DVD, Metal Mind Productions)
- Behind the Iron Curtain (2009, DVD, Metal Mind Productions)
- Welcome – 40th Anniversary 1978–2018 (2018, DVD, Radio Opole)

## Książki o zespole
- SBB Wizje – autoryzowana historia zespołu, Śląska Witryna Muzyczna, Katowice 2003, ISBN 83-919431-0-0.
- Ze Słowem Biegnę Do Ciebie - w 50. rocznicę powstania zespołu, Stowarzyszenie Obcy, Inny, Swój, Stowarzyszenie Sztyg.art,  Chorzów - Sosnowiec 2024, ISBN 978-83-937340-5-4
- Wolność Z Nami - Tom I: 1971-1980. Gad Records, 2025. ISBN 978-8-36-163727-1